# 臺南市立官田國民中學
臺南市官田區官田國民中學，是位於臺灣臺南市官田區的一所國民中學。

## 校史
1968年中華民國國民義務教育延長為九年，故於臺南縣官田鄉隆本村隆田酒廠東南側與台1線間地段籌設新校，籌備主任為李昭旭，於1968年4月20日動土、奠基、興建，後於同年8月1日正式成立，以李章田為首任校長。
古傳龍校長於任內極力爭取遷校，在上級政府暨地方士紳全力支持之下，完成規畫與興建，並於1996年遷入新校區。
第五任胡清根校長任內進行校園美化，舉凡運動場之興建、景觀之規畫、樹木之搬移均陸續完成；其亦於該校三十週年校慶時表揚傑出校友。
2001年由許文忠校長繼任為第六任校長，校務更驅制度化。交通安全、民主法治教育以及升學等方面均有卓越的表現。
2009年在劉財坤校長接任，實施全人教育，提升教師專業知能，營造溫馨、人性的友善校園學習環境，重視資訊教育，發展學校特色，結合社區資源，導引學校成為「學習型組織」。並自2015年11月起，和日本恩納村立等中小學校進行文化交流，至今每年11月都會有來自恩納村的師生造訪官中。也在該年開始有「可食地井」的活動，讓學生體驗種稻和種菱角的活動。
2016年，在第九任陳文財校長帶領官中師生努力之下，自該年年起和官田區農會、官田區四健會及水雉生態教育園區合作，讓學生體驗製作EM菌及食農教育等更多活動。
2017年後，在該校和官田區公所的努力之下設置了「官田窯」，讓師生體驗將廢熱回收來料理在地食材的概念，也在專家的研發下利用菱角殼進行碳化製成菱殼炭，又名「官田烏金」；更在該年畢業典禮前一天讓學生割稻，留下不同的回憶。該年7月19日，在臺北科技松比賽當中以偏光鏡製作以官田特色為主題獲得兩種獎項；該年11月25日，在韓國首爾國際發明展當中同樣以偏光鏡獲得銀牌，並且也在該月受邀參與國家環境教育獎；12月起也進行一連串的活動，例如雲端智慧晶片種植草莓、國家環境教育獎等。
2018年1月26日，官田國中捐贈「官田烏金」給復康巴士；6月4日，成為國家環境教育獎的特優學校；7月13日，在臺南市國際發明展 發明類青少年組以偏光鏡故事繪本獲得金牌。
2020年8月1日，在第十任敬世龍校長帶領下，引入台北藝術大學、台南藝術大學、成功大學建築系等豐沛資源，設立水圳教育研究社、烏金科展研究社與閱讀研究社等優質社團，並陸續獲得全國科技競賽與台南市科展優異成績;此外,爭取天下文化雜誌基金會之"希望閱讀聯盟"與建置首座"慈濟靜思書軒"，強化科創力、閱讀力與自學力。
2021年10月23日，官中團隊與台北藝術大學合作創造全台首座"水雉機械鳥"並導入學生課程學習以及台南藝術大學"日常拾遺-紀念物特展與天衣裝置藝術"，並與成功大學建築系USR團隊共創"希望舞台"，辦理文化古都首屆"官田菱角藝術季"，提升社區藝術意象。

### 歷任校長
| 任 次    | 姓 名  | 任 期      |
| 籌備主任 | 李昭旭 | ？～1968   |
| 第 一 任 | 李章田 | 1968～1974 |
| 第 二 任 | 楊進福 | 1974～1980 |
| 第 三 任 | 周水發 | 1980～1988 |
| 第 四 任 | 古傳龍 | 1988～1997 |
| 第 五 任 | 胡清根 | 1997～2001 |
| 第 六 任 | 許文忠 | 2001～2005 |
| 第 七 任 | 周博川 | 2005～2009 |
| 第 八 任 | 劉財坤 | 2009～2016 |
| 第 九 任 | 陳文財 | 2016～2020 |
| 第 十 任 | 敬世龍 | 2020～現任 |

## 外部連結
- 臺南市立官田國民中學 （页面存档备份，存于）